# Cephalopholis panamensis
Cephalopholis panamensis là một loài cá biển thuộc chi Cephalopholis trong họ Cá mú. Loài này được mô tả lần đầu tiên vào năm 1876.

## Từ nguyên
Từ định danh được đặt theo tên gọi của quốc gia Panama, nơi có vùng biển mà mẫu định danh được thu thập.

## Phạm vi phân bố và môi trường sống
C. panamensis được phân bố dọc bờ Đông Thái Bình Dương, từ vịnh California trải dài đến Ecuador, bao gồm các hòn đảo, quần đảo ngoài khơi như quần đảo Marías, quần đảo Revillagigedo, quần đảo Galápagos, đảo Malpelo và đảo Cocos.
C. panamensis sống tập trung trên rạn viền bờ và bờ biển đá đến ít nhất là 80 m.

## Mô tả
Chiều dài cơ thể lớn nhất được ghi nhận ở C. panamensis là 39 cm. Cá trưởng thành có màu nâu xám với các vạch đen bao quanh cơ thể. Đầu có nhiều chấm cam, sau mắt có một đốm lớn màu lục sẫm. Vây lưng mềm có sọc trắng dọc gốc vây. Cá con màu lam xám, gáy và vùng lưng trước có màu vàng lục. Đầu có nhiều đốm cam. Vây đuôi có viền đen.
Số gai ở vây lưng: 9; Số tia vây ở vây lưng: 14–15; Số gai ở vây hậu môn: 3; Số tia vây ở vây hậu môn: 8; Số tia vây ở vây ngực: 17–18; Số vảy đường bên: 48–49.

## Sinh học
Thức ăn của C. panamensis là các loài cá nhỏ và và động vật giáp xác.
C. panamensis là loài lưỡng tính tiền nữ và có thể sống đến 11 năm. Mùa sinh sản diễn ra vào lúc trăng tròn từ tháng 5 đến tháng 9, đỉnh điểm là vào tháng 7 đến tháng 8 ở vịnh California.

## Thương mại
C. panamensis từ lâu đã được coi là một loài có giá trị thương mại thấp với sản lượng khai thác chủ yếu đến từ hoạt động câu cá giải trí và đánh bắt thủ công.